# 火耗
火耗，又稱火耗銀。「火耗」一詞原本指零碎白銀經火鎔鑄成銀錠或元寶過程中所生的損耗，後引申指古中國清朝於正規稅糧或稅金之外的一種附加稅。

## 起源
火耗最早源自唐朝，钱陈群《条陈耗羡疏》表示：“昉于唐之中叶立羡余赏格，于是天下竞以无艺之求，为进阶之计，五代相沿滋甚。”火耗名稱之確立，自明朝有之。宋朝耗羡的名目有解费，有部费，有杂费，有免役费等，不可悉数。
清承明制，官员的俸禄低微，正常的俸禄收入难以应付日常开支所需，一位知县“每月支俸三两，一家一日粗食安饱兼餵马匹，须银五六钱，一月俸不足五六日之费”。幕友师爷、门房仆役，都需官员自己出钱聘雇，因此額外的津貼是不得不然之事。顺治年间，礼科给事中季开生奏称：“天下火耗之重，每银一两有加至五六钱者。”康熙六十一年，有上谕指出：“火耗一项，特以州县各官供应差使。故于正项之外略加些微，以助常俸所不足，原是私事。”清律規定，各行省轉交至戶部中央稅款者，必須以五十兩銀元寶為一單位，因此行省衙門從百姓收集來的散銀必須鎔鑄成合乎規格的五十兩元寶，才能上繳。在鎔鑄過程中所損耗的銀兩，則稱為火耗，也因此，火耗亦稱火耗銀。
通常這些火耗損失，全部需附加在原納稅人，且於繳納之前附加於稅款。實際支付耗損之餘，全部成為官吏收入。

## 計算方法
商號按律需向中央及地方繳交一百兩銀的稅賦；若附加火耗十兩，此商號實際就必須繳交一百一十兩。又如，某墾號按律需繳交一百斤稅糧，若附加火耗一成，那此墾號就必須繳納一百一十斤稅糧。事實上1684年山西地方加派的火耗，一两即加至三、四钱，所謂“各州县火耗，每两有加二三钱者，有加四五钱者，除量留本官用度外，其余俱捐补通省亏空”，“计每岁科派有较正供额赋增至数倍者”。

## 流弊
一般情況下，地方政權收的火耗通常會比實際損耗多，也就是耗損銀兩造成損失外，所有地方養廉銀及公費亦從此名目支出，久而久之變成合乎法規的附加稅。稱為火耗的附加稅，雖說仍要明列，但在收取標準與數額通常視地方稅收與民情等不一，由地方官說了算，因此容易造成貪污情事。部分帝王如雍正帝亦曾主張火耗歸公，也就是此附加稅應進入藩庫、也就是地方政府的帳上，只從裡面撥出固定的養廉銀給官吏。
火耗在康熙時一度被視為非法，但“前清官俸之薄，亘古未有”，“康熙帝镇压三藩时，国家财政困难，数年不给官吏发俸薪。”，還是會允许地方官收取火耗。康熙帝曾公开说：“如州县官止取一分火耗，此外不取，便是好官。”火耗至雍正時已成定規，並訂出百分之十的統一稅額作為地方行政費，以彌補地方財政不足，避免官僚用自定稅額的權力貪污腐化。火耗歸公，讓火耗透明、合法化，使官員不再能任意自定附加稅額，有助於澄清吏治。